# Hédé-Bazouges
Hédé-Bazouges (bret. Hazhoù-Bazeleg; do 2011 r.: Hédé) – miejscowość i gmina we Francji, w regionie Bretania, w departamencie Ille-et-Vilaine.
Według danych na rok 1990 gminę zamieszkiwało 1500 osób, a gęstość zaludnienia wynosiła 67 osób/km² (wśród 1269 gmin Bretanii Hédé plasuje się na 416. miejscu pod względem liczby ludności, natomiast pod względem powierzchni na miejscu 443.).